# Herb Bystrzycy Kłodzkiej
Herb Bystrzycy Kłodzkiej – jeden z symboli miasta Bystrzyca Kłodzka i gminy Bystrzyca Kłodzka w postaci herbu.

## Wygląd i symbolika
Herb przedstawia na czerwonej tarczy herbowej wspiętego srebrnego lwa posiadającego złote: koronę na głowie, pazury i język. Lew skierowany jest w prawą (heraldycznie) stronę. Ogon lwa jest rozwidlony i skierowany ku górze.
Herb nawiązuje do dawnej przynależności do królestwa Czech.

## Historia
Bystrzyca Kłodzka zachowała w herbie lwa czeskiego nawet wtedy, gdy miasto należało do państwa pruskiego.